# Ö2
Österreich 2 (Ö2; do 1990 jako Österreich-Regional, ÖR) był drugim programem radia publicznego w Austrii.

## Ośrodki regionalne
Miał 9 ośrodków regionalnych.
Po kilkudziesięciu latach swojego istnienia został przekształcony w 9 stacji regionalnych (każda nadająca w jednym landzie):
- Radio Wien
- Radio Niederösterreich
- Radio Oberösterreich
- Radio Burgenland(inne języki)
- Radio Salzburg(inne języki)
- Radio Steiermark(inne języki)
- Radio Tirol(inne języki)
- Radio Vorarlberg(inne języki)
- Radio Kärnten(inne języki)